# Krzyżowniki (Poznań)
Krzyżowniki – część Poznania, w zachodnim obszarze miasta, na osiedlu Krzyżowniki-Smochowice, która jest dawną podpoznańska wsią występującą już w dokumentach z XIV wieku. 

## Nazwa
Nazwa świadczy o pierwotnej przynależności osady do zakonu Joannitów. Krzyżownik lub krzyżewnik, to członek zakonu mieczowego. Zapisy nazwy przedstawiały się następująco: Crziszewniky (1388), Krziszefniki (1396), Krzizewniki (1400), Krzizewnice (1404), Krzischewniky (1430), Krzyzewnyky (1508), Krzyżowniki (1628). 

## Położenie i charakter
Leży w zachodniej części Poznania blisko drogi krajowej nr 92 (dawna DK2) na Świecko) w kierunku Pniew. Krzyżowniki praktycznie w całości są terenem o zabudowie jednorodzinnej w sąsiedztwie lasu i jezior. Krzyżowniki bywają mylone ze Smochowicami. Krzyżowniki wraz ze Smochowicami tworzą osiedle - Krzyżowniki-Smochowice.
W Krzyżownikach swój koniec ma  szlak turystyczny Golęcin - Krzyżowniki
Wieś duchowna Krzyżewniki, własność komandorii joannitów w Poznaniu pod koniec XVI wieku leżała w powiecie poznańskim województwa poznańskiego. 

## Obiekty
W Krzyżownikach znajduje się Szkoła Podstawowa nr 57 im. Józefa Kostrzewskiego, Przedszkole, Urząd Pocztowy, Kościół pw. Imienia Maryi, oraz Cmentarz Parafialny. Kamień węgielny pod Kościół Parafialny został poświęcony 3 listopada 1933 roku, erygacja parafii miała miejsce 5 sierpnia 1934 roku. W latach 70. kościół został gruntownie przebudowany. W 2013 roku udostępniony został do zwiedzania prezydencki schron przeciwatomowy. Ten obiekt muzealny należący do Wielkopolskiego Muzeum Niepodległości wybudowany został w latach 60. XX wieku i objęty był tajemnicą aż do 2000 roku.
W okolicy znajdują się także obiekty rekreacyjno-sportowe, a niedaleko znajdują się las oraz jeziora w tym Kierskie i Strzeszyńskie.
Przy ul. Słupskiej istniał dawniej cmentarz choleryczny z około 1831.

## Przyroda
W połowie lat 60. XX wieku w glinianej ścianie stodoły przy ul. Słupskiej (pętla autobusowa) żył rzadki w Poznaniu owad - porobnica murarka (Anthophora plagiata).

## Komunikacja
- autobusy MPK Poznań